# Elemento incompatible
En petrología y geoquímica, un elemento incompatible es uno que no es adecuado en tamaño y/o carga a los sitios catiónicos de los minerales de los cuales está incluido. Se define por el coeficiente de partición entre los minerales formadores de roca y la masa fundida es mucho más pequeña que 1.
Durante la cristalización fraccionada de magma y la generación de magma por el derretimiento parcial del manto y la corteza de la Tierra, los elementos que tienen dificultad para entrar en los sitios catiónicos de los minerales se concentran en la fase de fusión del magma (fase líquida). 
Dos grupos de elementos incompatibles que tienen dificultades para ingresar a la fase sólida son conocidos por sus siglas. Un grupo incluye elementos que tienen un radio iónico grande, como potasio, rubidio, cesio, estroncio, bario (llamado LILE, o elementos litófilos de ion grande), y el otro grupo incluye elementos de grandes valencias iónicas (o cargas altas), como Circonio, niobio, hafnio, elementos de tierras raras (REE), torio, uranio y tantalio (llamados HFSE, o elementos de alta intensidad de campo).
Otra forma de clasificar los elementos incompatibles es por masa (serie lantánido): los elementos ligeros de tierras raras (LREE) son La, Ce, Pr, Nd y Sm, y los elementos pesados de tierras raras (HREE) son Eu - Lu. Las rocas o los magmas que son ricos, o solo un poco agotados, en los elementos de tierras raras ligeras se conocen como "fértiles", y las que tienen fuertes agotamientos en LREE se conocen como "agotadas".